# Sasha (Sängerin)
Sasha (* 1974 als Karen Chin in Kingston) ist eine jamaikanische Reggaeton- und Dancehall-Sängerin. 

## Werdegang
Sasha wurde auf Jamaika geboren, lebte aber seit ihrem fünften Lebensjahr in den USA, zunächst in New York City und später in Florida. Als Teenager wurde sie von Shabba Ranks’ Management entdeckt, als sie während eines Auftritts von ihm auf die Bühne geholt wurde.
Ihre erste Veröffentlichung war der Song Kill the Bitch, der 1992 auf der B-Seite einer Single von Buju Banton erschien. Ihren Durchbruch hatte sie mit Dat Sexy Body (1998, ursprünglich auf dem Bookshelf Riddim). Der Song wurde später zusammen mit dem puerto-ricanischen Reggaeton-Star Ivy Queen neu aufgenommen. 2003 wirkte sie an Sean Pauls Single I’m Still in Love mit, welche in Großbritannien mit Silber ausgezeichnet wurde. Darüber hinaus arbeitete sie unter anderem auch mit Turbulence, mit dem sie auch liiert war, und Elephant Man zusammen.
2008 wurde die in einer christlichen Familie aufgewachsene Sasha gläubige Christin. Seitdem singt sie unter dem Namen Sista Sasha Gospel. 2012 erschien ihre erste Single, Chosen, später folgten die Songs Let This Cup Pass (2012), Get Through It und I’m Anointed (2013). Ihr erstes Gospel-Album brachte sie Anfang 2014 unter dem Titel Breaking Free heraus. Es wurde von ihrem eigenen Unternehmen Sister Sasha Ministries produziert und enthielt 13 Tracks teilweise autobiografischen Inhalts (u. a. Jesus A Di Don).